# Cruz de Armantes
La Cruz de Armantes (966 m s. n. m.), es un pico situado en el término del municipio zaragozano de Cervera de la Cañada. Se encuentra situado junto a la meseta de Armantes y es la segunda cota más alta de la Sierra de Armantes, ubicada en la comarca aragonesa de Calatayud.